# Джироламо ди Бенвенуто
Джирòламо ди Бенвенуто (на италиански: Girolamo di Benvenuto; * 1470, Сиена, Сиенска република † 1524, пак там) е италиански художник от Сиенската школа,  представител на италианското Чинкуече́нто.

## Произход
Джироламо ди Бенвенуто е син на друг известен сиенски художник – Бенвенуто ди Джовани. Обучава се под ръководството на баща си и впоследствие участва в много престижни проекти на неговото ателие - фрескови картини и създаване на олтарни картини.

## Творби
В първата самостоятелна работа на Джироламо - „Възнесение на Мария“ (1498 г. Монталчино, музей) може да се види разликата с изкуството на баща му: в картината на Джироламо фигурите имат удължена форма и по-изразена експресия. Тези черти са характерни за цялото му творчество. Джироламо се оформя като художник под влиянието на традиционната сиенска живопис и е съвременник на Джакомо Пакияроти, Бернардино Фунгаи и Пинтурикио, чието изкуство му е особено близко.
Най-известното произведение на художника е подписаната и имаща дата олтарна картина „Снежна Мадона“ (1508 г., Сиена, Национална пинакотека). Строгата религиозност на картината художникът оживява с необичайно и явно свалено от натура изображение на св. Екатерина; тя си прилича с два женски портрета, изписани приблизително по това време (Национална галерия за изкуството, Вашингтон, и Колекция „Кистерс“, Крьоцлинген).
Както съществуващите произведения, така и съществуващите документи, свързани с Джироламо ди Бенвенуто, свидетелствуват, че той се занимава както основно с религиозна живопис, така и със светска тематика, изписвайки и създавайки картини за битови помещения. Към такива произведения се отнася например тондото „Съдът на Парис“ (ок. 1500 г. Париж, Лувър). Творчеството на художника протича в преломна епоха в живота на Сиенската република и Джироламо, наред със стандартните, пълни с религиозно благочестие сиенски мадони и изображения на св. Екатерина, изписва светския „Портрет на млада жена“ (ок. 1508 г.), който сега се пази в Националната галерия по изкуство, Вашингтон.
Сред късните негови произведения може да се спомене още един вариант на „Снежната Мадона“, който Джироламо рисува през 1515 г. за църква „Фонтеджуста“ в Сиена.